# Cèsar Martinell
Cèsar Martinell i Brunet (Valls, 24 de diciembre de 1888 - Barcelona, 19 de noviembre de 1973) fue un arquitecto español, a caballo entre el modernismo y el novecentismo. Personaje polifacético, también fue investigador, divulgador e historiador del arte.
Martinell representa un puente de transmisión intelectual entre la segunda generación de maestros de la Renaixença catalana (Antoni Gaudí, Lluís Domènech i Montaner, Josep Puig i Cadafalch) y la generación de la posguerra. En su arquitectura agraria recibe la influencia directa de Gaudí —con el que colaboró en la Sagrada Familia—, por lo que respecta a las soluciones espaciales, y de Domènech, por lo referente a las formas y materiales. En cambio, su arquitectura pública y doméstica se impregna sobre todo de los valores novecentistas (clasicismo y simplicidad de líneas) y de los sucesivos estilos de la época: racionalismo, monumentalismo, casticismo, etc.

## Biografía
Martinell nació el año que Barcelona celebraba la Exposición Universal, en una familia de tintoreros, por parte de padre, y de maestros de obra, por parte de madre, hecho que sería determinante en su vocación hacia la arquitectura.
En 1906 llegó a Barcelona para iniciar sus estudios en la Escuela de Arquitectura, donde recibió clases de Domènech i Montaner y de August Font i Carreras, y en la Escuela de Arte de Francesc d'Assís Galí aprendió a dibujar al lado de Joan Miró, Manuel Humbert y Jaume Mercadé. En 1915 conoció a Gaudí en una visita a las obras de la Sagrada Familia, y se convirtió en uno de sus numerosos discípulos.
En 1916 obtuvo el título de arquitecto. Proyectó medio centenar de bodegas y molinos de aceite construidos por los sindicatos agrícolas durante la Mancomunidad de Cataluña. Martinell recuperó materiales tradicionales, de estilo gaudiniano, del modernismo al novecentismo, incorporando innovaciones técnicas para obtener una mejor calidad del producto. Construyó unas cuarenta cooperativas vinícolas, sobre todo en las comarcas meridionales de Cataluña, en las que empleó los prácticos y económicos arcos equilibrados de obra vista, o arcos de catenaria, siguiendo el consejo de su maestro Gaudí, y con la colaboración de Xavier Nogués en los plafones cerámicos.
Por otro lado, fue un estudioso del arte y la arquitectura, y restauró iglesias y campanarios con criterio científico. También proyectó edificios de uso público y residencias privadas.
En 1923 fue designado decano del Colegio de Arquitectos de Barcelona, y profesor y secretario de la Escuela de Artes y Oficios de Barcelona en 1929. Fue uno de los fundadores en 1952 del Centre d'Estudis Gaudinistes, y del Institut d'Estudis Vallencs en 1960.

## Obra

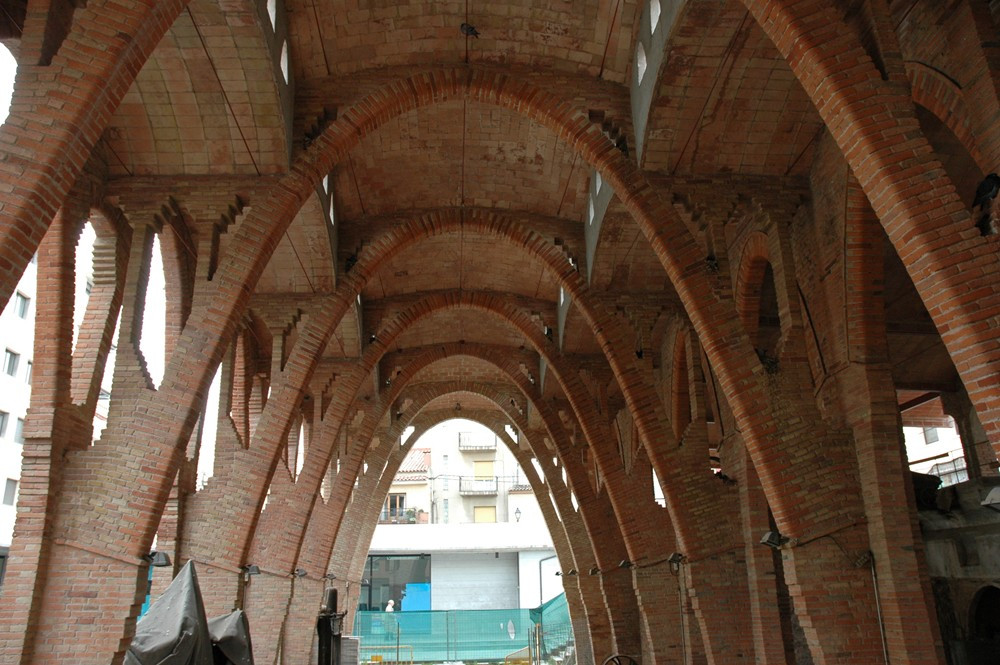
Bodega cooperativa de San Cugat del Vallés.

Gran especialista en construcciones agrarias, construyó durante su vida unas 40 bodegas y otras construcciones agrícolas, que se conocen por su magnificencia como las «Catedrales del Vino». También construyó algunos trujales, una harinera en Cervera, un almacén para cereales y una fábrica de alcohol. También cabe destacar el proyecto de fábrica para las Destilerías Mollfulleda (Arenys de Mar), donde se elabora el licor Calisay.
No solo proyectaba los edificios, sino que también organizaba los espacios para desarrollar la producción, los almacenes y la distribución de la maquinaria. Así, organizaba el espacio para el proceso de producción, se preocupaba por la forma y la ubicación de los depósitos, por los sistemas de aislamiento y circulación de líquidos, por la ventilación, las condiciones de fermentación, todo con la finalidad de facilitar el trabajo. Utilizó sistemas de construcción propios del país: ladrillo rebozado, ladrillo sin rebozar para los zócalos, hormigón en los cimientos, obra vista para los marcos de las aberturas, pilares y arcos interiores, baldosas finas de cerámica para la decoración.
Además, dirigió proyectos de nivelación de calles, proyectó plazas públicas —como la plaza de la Iglesia de Arenys de Mar— y diseñó escuelas. Tras la Guerra Civil restauró varias iglesias en la Seo de Urgel, Poblet, la Catedral Vieja de Lérida, Santa María de Igualada, Arenys de Mar, San Pedro de Reus, Coll de Nargó, Castellfollit de Riubregós, San Juan de Caselles y Santa Coloma de Andorra.
En Barcelona construyó la casa Saleras (calle de París, 1928), la fábrica Pedemonte (calle de Los Castillejos, 1928) y la casa Solà (calle de Aragón, 1929). En San Juan Despí construyó en 1932 el mercado municipal.

## Bienes culturales de interés nacional
Siete bodegas cooperativas, la mayoría construidas entre 1918 y 1922, fueron declaradas en 2002 bienes culturales de interés nacional: Cornudella de Montsant y Falset en la comarca de El Priorato; Nulles en la comarca del Alto Campo; Barbará y Rocafort de Queralt en la comarca de la Cuenca de Barberá; Gandesa y Pinell de Bray en la Tierra Alta; y San Guim de Freixanet y Cervera en la comarca de La Segarra.
Las bodegas fueron edificadas con las novedades técnicas incorporadas por Martinell: construcción de la estructura de las naves basada en arcos parabólicos de ladrillo, la situación de las ventanas para la ventilación de las naves, los lagares subterráneos cilíndricos y separados por cámaras aislantes ventiladas, y la composición de las texturas de las fachadas.

## Obra literaria
Martinell colaboró en diferentes publicaciones, como la Revista de Catalunya, Destino, La Vanguardia, Anuario de Arquitectura, Cuadernos de Arquitectura y otras, con artículos como:
- Els hospitals medievals catalans, en Práctica Médica, núm. 27, Tarragona, 1935.
- Las antiguas Universidades y Colegios españoles como monumento arquitectónico, Cuadernos de Arquitectura, año 5, n.º 9, Colegio Oficial de Arquitectos de Cataluña y Baleares, Barcelona, julio de 1948.
- El antiguo Colegio de Cirugía de Barcelona ¿Obra arquitectónica de un cirujano?, en Anuario de la Arquitectura, Barcelona, 1948.

Además, escribió una importante cantidad de libros, especialmente sobre arquitectura, donde destacan:
- Estudio iconográfico mariano de Valls (1911)
- L'art català sota la unitat espanyola (1933)
- El escultor Bonifás y Masó (1730-1781) (1948)
- Arquitectura i escultura barroca a Catalunya (1954-1964)
- Gaudí: su vida, su teoría, su obra (1967)
- Construcciones agrarias en Cataluña (1972)
- Les cooperatives del Camp de Tarragona (1975)
- Gaudí i la Sagrada Família comentada per ell mateix (1999)